# Frederik Helveg
Hans Frederik (oprindelig Friedrich) Helveg (født 10. juni 1816 i Bordesholm, død 20. november 1901 i Købelev) var en dansk præst og teolog, bror til Ludvig Nicolaus Helveg.
Helveg blev student i Kiel 1833, studerede teologi i Erlangen og tog præsteeksamen på Gottorp 1839. Han blev huslærer på Lammehave på Fyn, hvor han kom i forhold til den fynske gudelige vækkelse. 1842 blev han vikar for sognepræsten i Starup ved Kolding, Frederik Hammerich.
1845 talte han ved det nordiske studentermøde i Ridehuset for Helsingfors Universitet, hvorfor han blev anklaget, men frikendt. 1846 blev han forstander for Rødding Højskole, 1848—49 var han feltpræst. 1850 blev han diakonus, senere hovedpræst i Haderslev, men blev 1864 afsat af preusserne.
Han levede derefter i København, optaget af studier, og udgav det politiske ugeblad Danmark (1864—65); 1867 blev han præst i Købelev på Lolland, 1886 tillige stiftsprovst for Lolland-Falster.
Helveg var en discipel af Grundtvig, men han udformede den grundtvigske livsanskuelse på en selvstændig og ejendommelig måde under indflydelse af tysk teologi, især af professor J.C.K. Hofmann i Erlangen.
Af hans arbejder må især fremhæves Spaadommene eller Gud i Historien, I-III (1855-62), Frimenighed og Apostelskole (1878-82), Israels Aandsliv i Hjemfærdstiden (1890), Livstanke og Livsgerning (1892).